# Acidiella angustifrons
Acidiella angustifrons
 es una especie de insecto del género Acidiella de la familia Tephritidae del orden Diptera. 
Friedrich Georg Hendel la describió científicamente por primera vez en el año 1927.